# Ваді Ховар

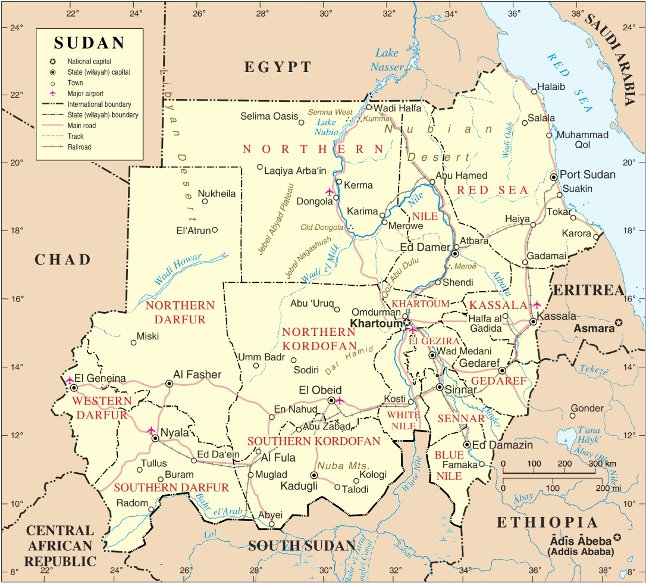
Карта Судану (після 2011 року)

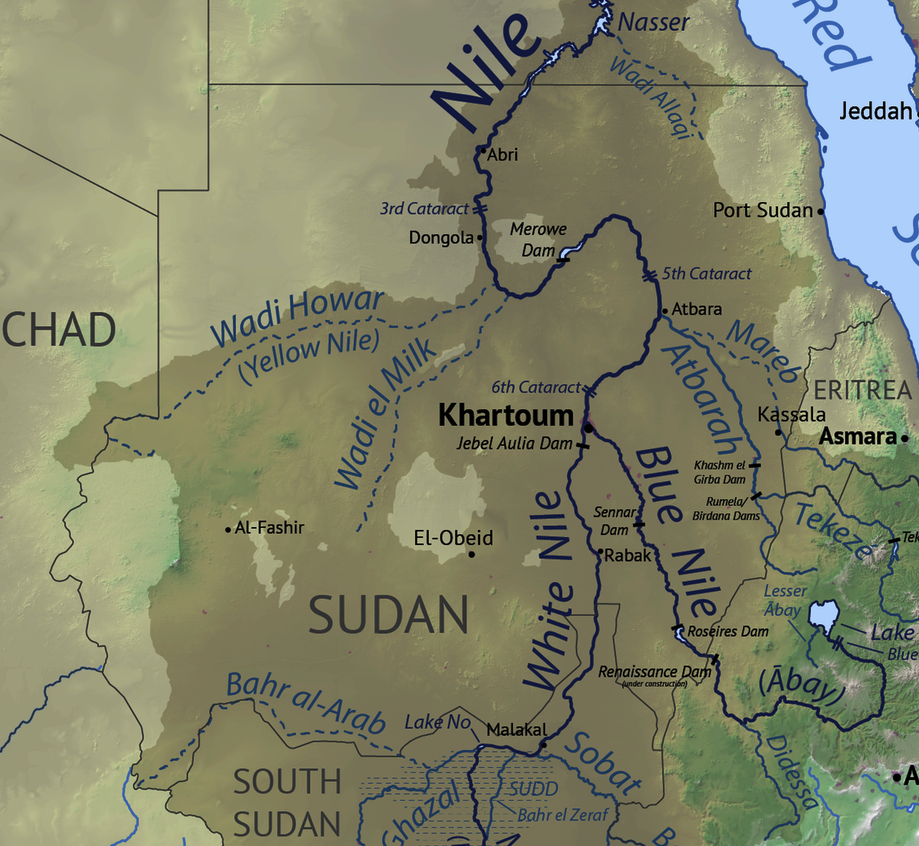
Карта приток Нілу в сучасному Судані

Ваді Ховар — ваді в Судані та Чаді.

## Географія
Має джерела у регіоні Еннеді в Чаді, далі прямує через суданські штати Північний Дарфур і Північний, до злиття з Нілом на північ від великого вигину навпроти Старої Донголи.
Простягнувшись на 1100 км
:25
у напрямку захід-схід через південну околицю Лівійської пустелі, вона зазвичай отримує 25 мм опадів на рік.
.

## Голоценовий період
Ваді Ховар є залишком стародавнього Жовтого Нілу, притоки Нілу в період неолітичного субплювіалу приблизно від 9500 до 4500 років тому.
У той час фауна савани була розповсюджена на цьому терені, а південний край Сахари був приблизно на 500 км північніше, ніж сьогодні.

Коли Сахара зазнала опустелювання між 6000 і 4000 роками тому, ваді спочатку перетворилося на ланцюг прісноводних озер і боліт, як показано на карті світу Птолемея, а потім висохло приблизно 2000 років тому.
:28

## Археологія
Численні доісторичні пам'ятки свідчать про те, що ваді Ховар колись був екологічно сприятливим районом поселення та сполучним шляхом між внутрішніми регіонами Африки та долиною Нілу.
:31
Дотепер найретельніше досліджена археологічна пам'ятка у ваді — Гала Абу Ахмед.